# Ibissnavel
De ibissnavel (Ibidorhyncha struthersii) is een steltloperachtige uit de familie van de ibissnavels (Ibidorhynchidae).

## Kenmerken
De ibissnavel is 40 centimeter groot en 275 tot 325 gram zwaar. Ze zijn te herkennen aan de kromme snavel die doet denken aan een ibis. De dieren zijn grijs met een witte buik, de poten zijn rood en kop zwart. Het verenkleed bij beide geslachten is gelijk.

## Leefwijze
Hun voedsel bestaat uit insecten en andere ongewervelden, die onder de stenen worden uitgehaald. In de winter trekken deze dieren vaak in groepjes naar beddingen op geringere hoogten.

## Verspreiding
Deze standvogel komt voor op grote hoogten in ruige bergstreken in Afghanistan, Bhutan, China, India, Kazachstan, Kirgizië, Myanmar, Nepal, Pakistan, Rusland, Tadzjikistan, Turkmenistan en Oezbekistan bij waterpartijen.